# Social dining

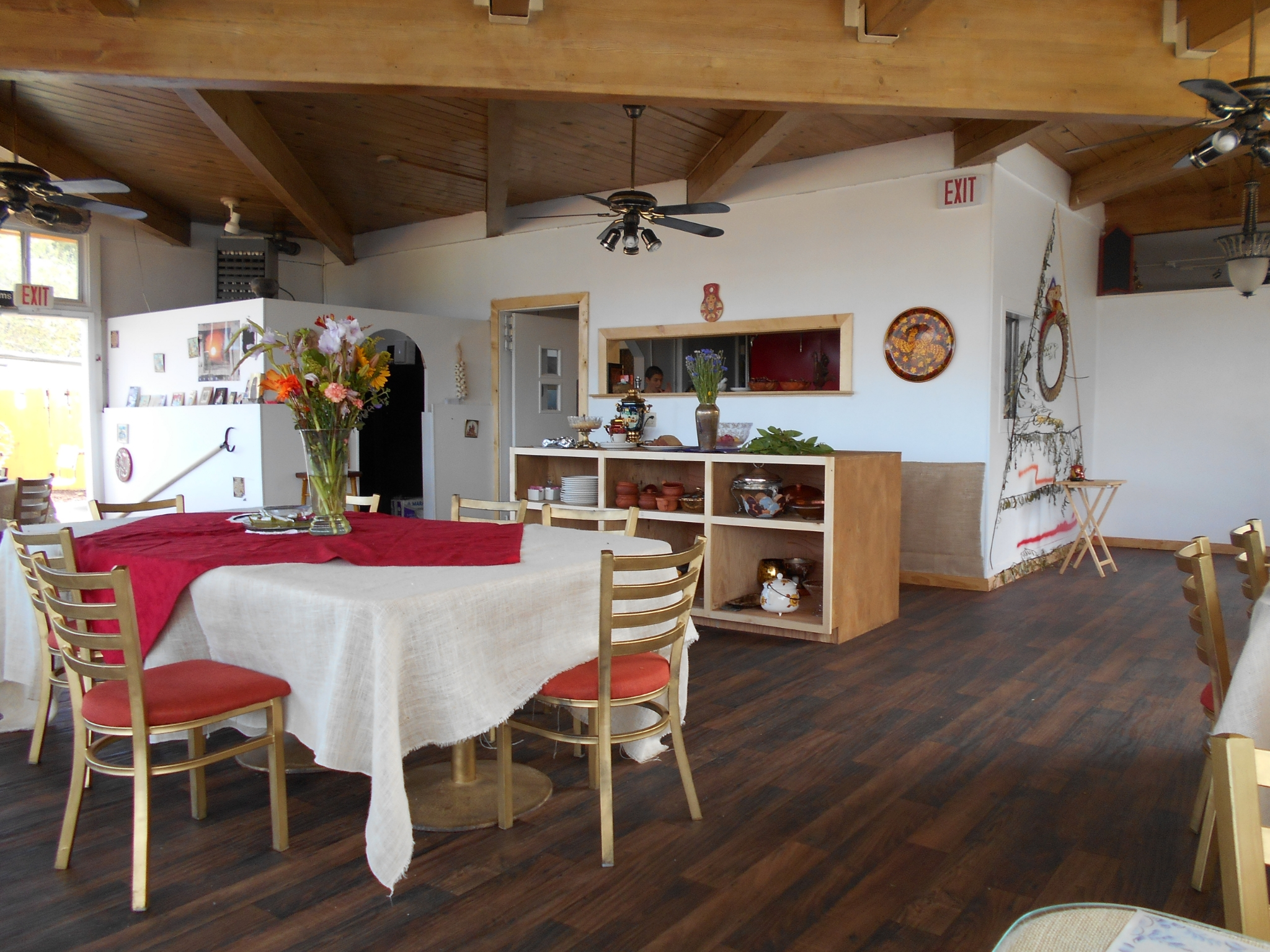
Une salle à manger dans l'Ouest américain.

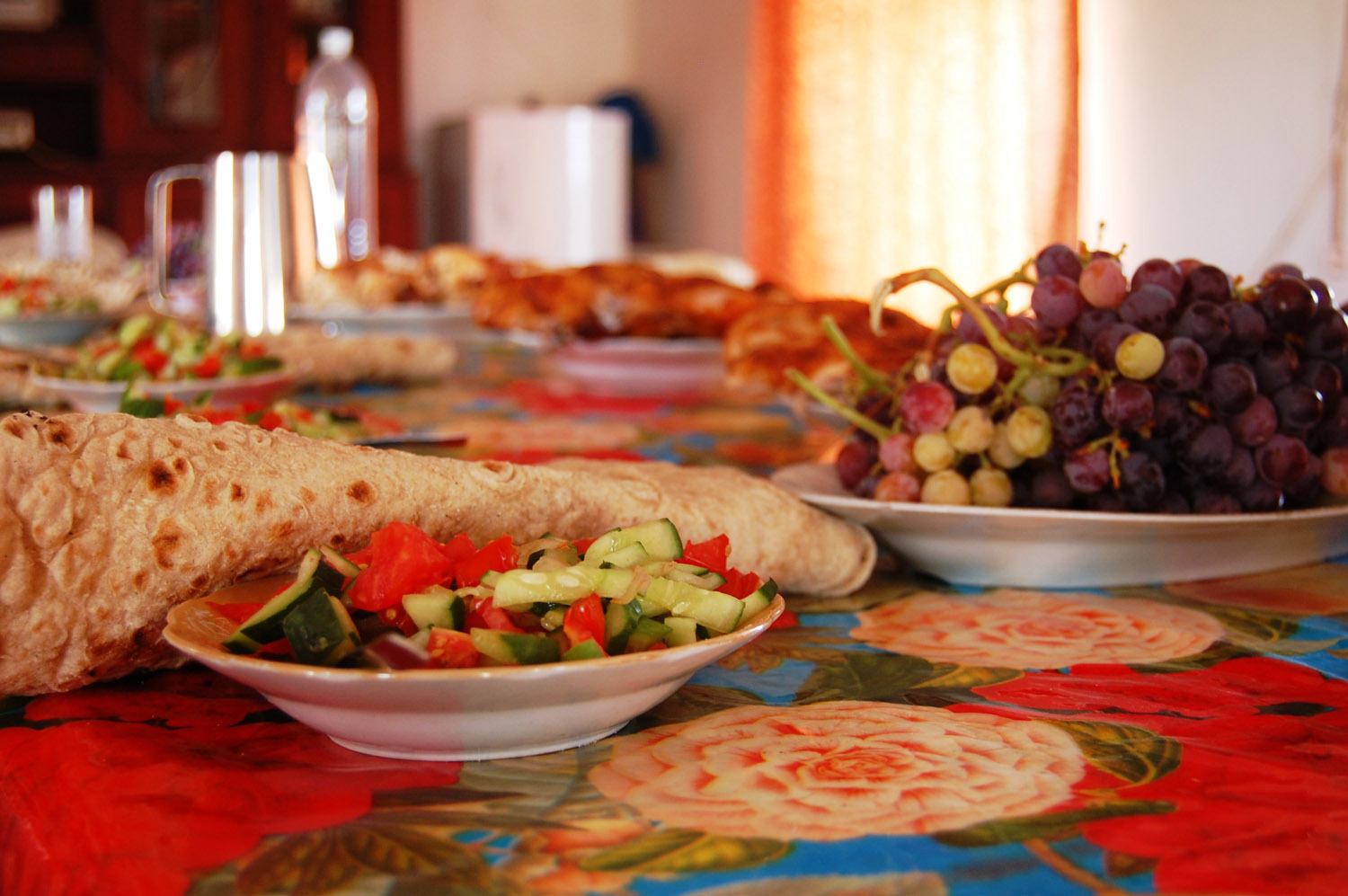
Une base alimentaire (district de Taji en Irak).

Le social dining, dîner social ou dîner partagé est la réunion d'un groupe de personnes, connues ou inconnues, partageant un repas chez l'une des personnes du groupe ou au restaurant. C'est une philosophie d'utiliser les repas spécifiquement comme un moyen d'échange et de rencontre avec les autres : manger pour se sociabiliser.
La nourriture étant le support, le temps pour un brunch, un dîner ou une soirée entre individus sont des instants de disponibilités pour se rassembler dans un lieu convivial autour d'un repas,. Ce modèle de rencontre autour d'un repas est très en vogue auprès des expatriés, il offre la possibilité d'élargir le cercle des connaissances et de faciliter le démarrage d'une vie sociale à l'arrivée dans un nouveau pays.
Les dîners sociaux diffèrent des clubs de restauration en ce sens qu’ils ne sont pas exclusifs, mais favorisent une atmosphère inclusive. Amis et étrangers peuvent partager cette expérience culinaire sociale.

## Histoire
Les repas sociaux remontent à la cuisine grecque antique lorsque les repas étaient préparés dans le but de se réunir lors de festivals ou de commémorations.
Depuis l'an 2000, dans un cadre religieux avec l'aide de la Mairie du 4e arrondissement de Paris, l'association « Réseau Chrétien Immigrés » (RCI) propose, chaque mois, un dîner partagé entre bénévoles et migrants,.
Le mouvement a été créé en 2010 à New York. Avant d'ouvrir leur propre restaurant, Felipe Donelly et son épouse Tamy Rofe ont décidé d'organiser un dîner pour les étrangers une fois par semaine. Pendant ce temps, la tendance se propage dans de plus en plus de grandes villes, y compris en Allemagne.

## Formes de dîners sociaux

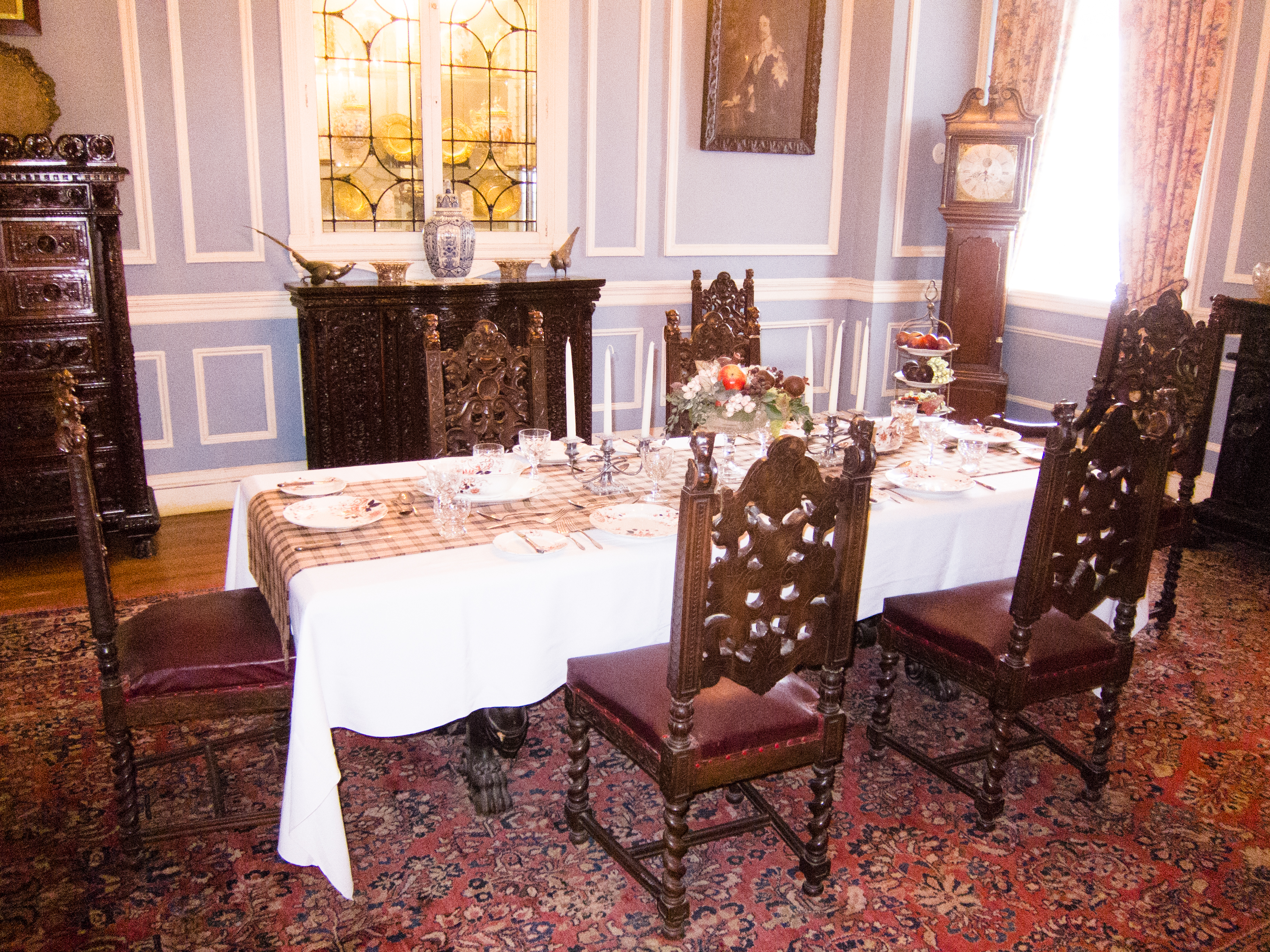
La salle de service de la maison bourgeoise de Casa Loma à Toronto (Canada).

Les restaurants privés ainsi appelés, sont des petits restaurants dans des appartements privés. Les particuliers préparent un menu à la maison et le servent à un groupe d’étrangers. Ceux-ci sont généralement organisés par des chefs professionnels et sont souvent servis à plusieurs cours de haut niveau. Entre autres choses, les participants peuvent organiser des rendez-vous via des plates-formes sur Internet. Au delà de l'approche sociale, le social dining permet aux amateurs de cuisine de découvrir de nouveaux plats aux travers de nouvelles saveurs tels que des produits régionaux tout en transmettant leur savoir-faire. Le social dining offre la possibilité de faire des menus de recettes de grands-mères ou de produits d'antan dans un concept d'idée d'aventure bon marché.
Une autre forme de repas social consiste également à cuisiner ensemble. Chaque participant du groupe de restauration social a une tâche spécifique dans le menu complet.
Une dernière variante du social dining consiste à louer les services d'un chef cuisinier pour l'occasion. Elle est déclinée, en anglais, sous la dénomination de personal chef (en) (traduit par : chef personnel) ou chef for hire (traduit par : chef à la location) et, en français, par chef à domicile. Sa mission étant de proposer une prestation complète de l'ensemble du repas au domicile du commanditaire.
En outre, des dîners sociaux peuvent également être organisés dans des lieux publics, tels que des restaurants.

### Repas en série
Serial Dining est une sous-activité de la restauration sociale dans laquelle le groupe se réunit dans un lieu déterminé par des critères séquentiels. Ce choix peut être fait par cuisine, par mention dans les guides de restaurants, ou par ordre alphabétique simple dans un annuaire téléphonique. Les Serial Diners de Toronto, fondés en 1989 par Jason Taniguchi (en), en sont un exemple. Cette sous-activité ajoute un élément de psychogéographie en ce sens qu’elle combine l’expérience normale de la visite d’un restaurant à l’expérience plus aléatoire d’un lieu non encore expérimenté.

## Influence de la technologie
Grâce à la technologie, les repas sociaux sont une expérience que l'on peut partager en temps réel, des images téléchargées et des enregistrements (chez quelqu'un ou dans un restaurant). Les conversations sur les repas ont lieu entre les personnes présentes et sont ensuite partagées avec leurs groupes connectés. Des sites Web tels que Twitter, Facebook, FourSquare et Gastronaut encouragent tous les utilisateurs à discuter de leurs activités de restauration dans un espace social virtuel. Les applications peuvent être téléchargées sur le smartphone d'un utilisateur pour partager les mises à jour.
Certains services Web permettent aux gens de partager un repas social, voire de rejoindre les familles locales pour une expérience culinaire conviviale lors d'un voyage, afin de véritablement faire l'expérience de la culture et de la gastronomie locales. Il existe également d'autres réseaux de restaurants sociaux qui permettent aux personnes de prendre des repas de groupe chez leurs utilisateurs. Une autre façon de vivre une expérience sociale est de visiter un Supper club ou club de souper.
Les expériences de restauration sociales peuvent également être une source de revenus pour l’hôte, grâce à différents types de sites Web. Celles-ci peuvent être associées au modèle commercial du type d'airbnb.

### Sites dédiées
(Liste non exhaustive classée en ordre croissant alphabétique)
Plateformes
- Nationales et internationales en français :
  - « EatWith » propose trois types de rencontres : « Meals » pour participer à un repas, « Cooking Class » pour des cours de cuisine de plats typiques avec des aliments locaux et « Food Tours » pour une visite guidée des lieux culinaires tel que : marchés locaux, stands artisanaux et magasins spécialisés[1],[16]. En 2018, la startup française VizEat acquiert le site Eatwith et devient la plus grande communauté mondiale d’expériences culinaires immersives. L'acquisition d'autres sites comme Grub Club ou Cookening lui a permis de créer la plus large communauté de social dining dans le monde ;
  - « Viens Manger à la Maison » offre gratuitement à ses membres de s’inviter et se faire inviter chez qui veux recevoir sur toute la France. Le but de la démarche étant d'ouvrir des perspectives, de rencontre, de partage, d’échange, de convivialité, de chaleur humaine et de fraternité autour d’une table chez l’habitant des villes de passage ou de villégiature. Une manière de retrouver dans notre société, toutes ces vraies valeurs qui lui échappent[17]. Pour le modèle économique, Frédéric Crigny, de déclarer en 2010 « Si vous organisez un repas chez vous, vous pouvez, bien entendu, demander une petite participation financière, cela ne choquera personne : vous n’allez pas inviter toute la France à vos frais ! »[18] ;
  - « VoulezVousDiner » permet à des personnes de se rencontrer autour d'un dîner préparé par des amateurs et passionnés de cuisine[1]. La plateforme propose une vraie alternative sociale et économique au restaurant avec des particuliers ou des professionnels qui accueillent à leurs domiciles pour un moment de partage et de convivialité autour de la gastronomie. En 2018, la plateforme est rachetée par le Groupe ACRA[19].
- À l'étranger :
  - (en) « BonAppetour » est implanté en Europe et en Asie[20]. La plateforme se distingue comme « une communauté pour les gourmets, par les gourmets » qui met les voyageurs en contact avec des chefs cuisiniers à leurs domiciles pour une expérience de restauration unique et partout dans le monde. En 2018, elle offre une réduction 20% sur la première expérience et la possibilité d'achat de cartes-cadeaux[20] ;
  - (en) « Home Hosted Meals » héberge des hôtes dans tous les pays y compris les moins visités, la vision exprimée est : « Nous pensons qu’en partageant un simple repas, les peuples du monde entier pourront un jour partager la paix et la sécurité sur la base de l’acceptation du mode de vie de chacun ». La particularité du site réside dans l'élaboration de certains repas gratuitement dans la mesure où les ingrédients sont fournis[20] ;
  - (en + es) « Mealsharing » est une société cambodgienne dont le but est d’aller dîner chez des hôtes et de favoriser les rencontres entre les personnes. La plateforme offre la possibilité aux particuliers de proposer des dîners dans n’importe quels pays et met à disposition des recettes et des informations sur la nutrition alimentaire[1] ;
  - (en) « PlateCulture (en) » met en relation les personnes aimant cuisiner et organiser des dîners avec ceux qui aiment manger des plats authentiques fait maison et ainsi découvrir de nouvelles cultures en créant des amitiés du monde entier. L'aventure de PlateCulture commence en juin 2013 avec sa fondatrice Reda Stare qui lors d'un voyage à Kerala (Inde) et d'un repas servi chez l'habitant déclare « c’était l’une de ces soirées extraordinaires au cours desquelles vous pouviez goûter la meilleure nourriture et voir la culture de l’intérieur » et d'émettre le souhait de faire partager cette expérience avec les autres[21],[22]. Elle débute en Asie et Malaisie et devient, en 2017, le réseau de restaurants sociaux le plus développés en Asie du Sud-Est[11],[20].

Autres sites
- En France :
  - « NiceToMealYou » propose des dîners à la française chez l’habitant dans plusieurs villes de France[1].

## Réglementation
En France
En 2017, le syndicat du Groupement national des indépendants de l'hôtellerie-restauration (GNI-Synhorcat) dépose une plainte contre deux hôtes. Le président du syndicat, Didier Chenet, estime que « ces hôtes n'échappent pas seulement à la fiscalité du secteur, mais aussi aux règles d'hygiène et de sécurité » et les classes parmi les restaurants clandestins, en citant : « nous ne pouvons pas attaquer directement les plateformes car elles se retranchent derrière leur statut de site de mise en relation et se libèrent ainsi de toute responsabilité » dont elles prennent une commission d'environ 20 % sur le prix du dîner. Le syndicat ne souhaite pas l'interdiction de cette pratique de dîner mais réclame l'encadrement de l'application de la réglementation liée à la profession en obligeant les hôtes à payer une licence IV pour le service de l'alcool, l'obtention d'une permission d'exploitation et le respect des règles d'hygiène.
Le 22 décembre 2017, une réponse ministérielle fait le point des règles à connaître concernant la restauration entre particuliers. Le modèle d'économie collaborative repose sur le partage ou l'échange et reste très proche de l'offre classique. Leur point commun réside dans le fait que l'activité intervient en dehors du cercle familial ou amical restreint et ne peut être assujetti à la législation relative aux tables d'hôtes françaises. Tout en étant une économie collaborative, il s‘agit d'une activité de restauration soumise à un encadrement légal et réglementaire. Les revenus, de services ou non, réalisés par des particuliers, pour d'autres particuliers, dans le cadre de leurs activités de toute nature sont en principe imposables avec lesquels la mise en relation se fait par l'intermédiaire de plateformes collaboratives. Sans aucune rémunération de prestation, une exonération fiscale est prévue si l'organisation du repas donne lieu qu'au partage des seuls frais de nourriture et de boisson avec des convives. Une instruction fiscale relative aux revenus perçus dans le cadre d'une activité de « co-consommation » est traité en détail et permet de mieux cadrer l'exercice de cette nouvelle activité,.

## Photographies illustrant un social dining

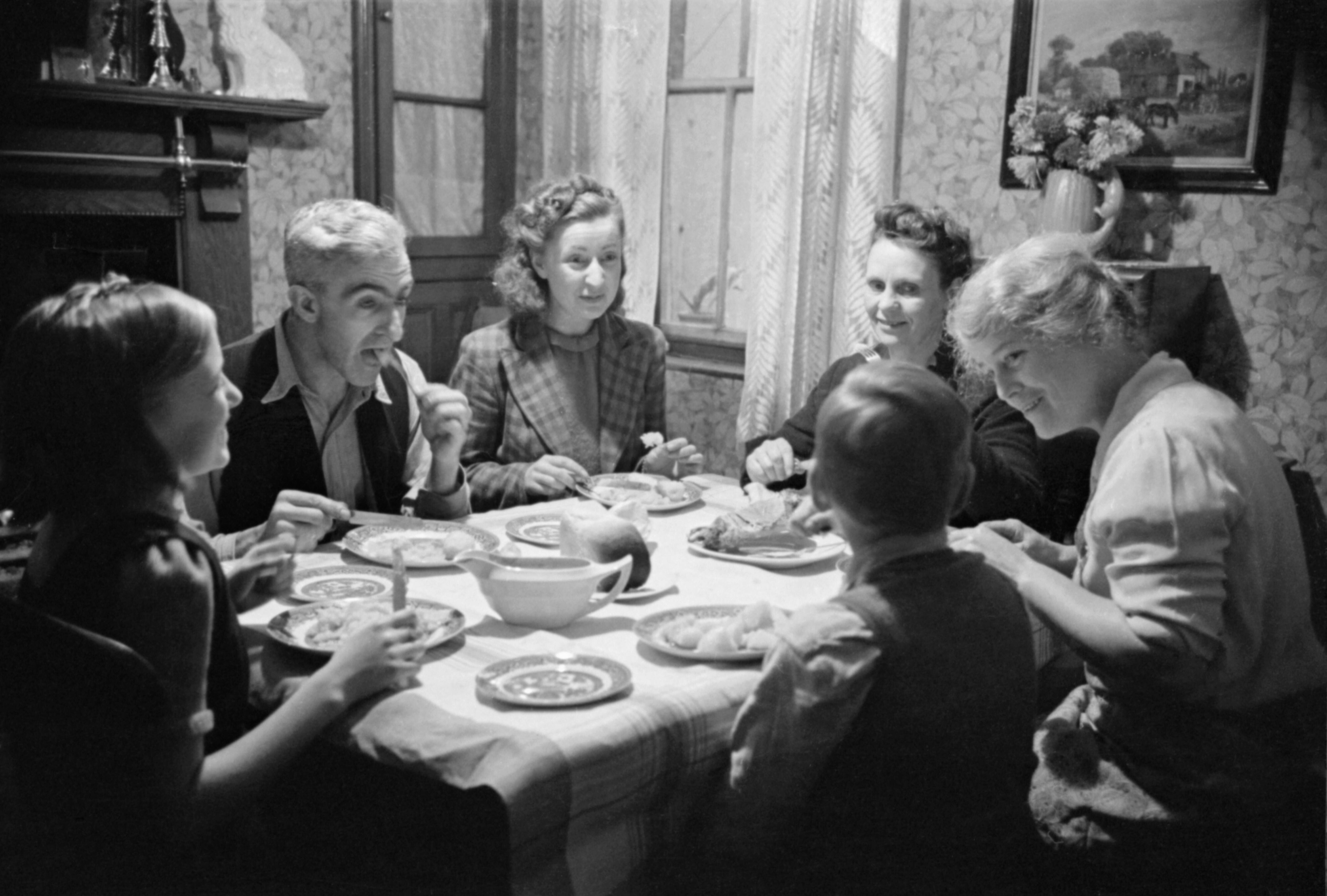
1941, Trealaw au pays de Galles, convives autour d'un savoureux repas.
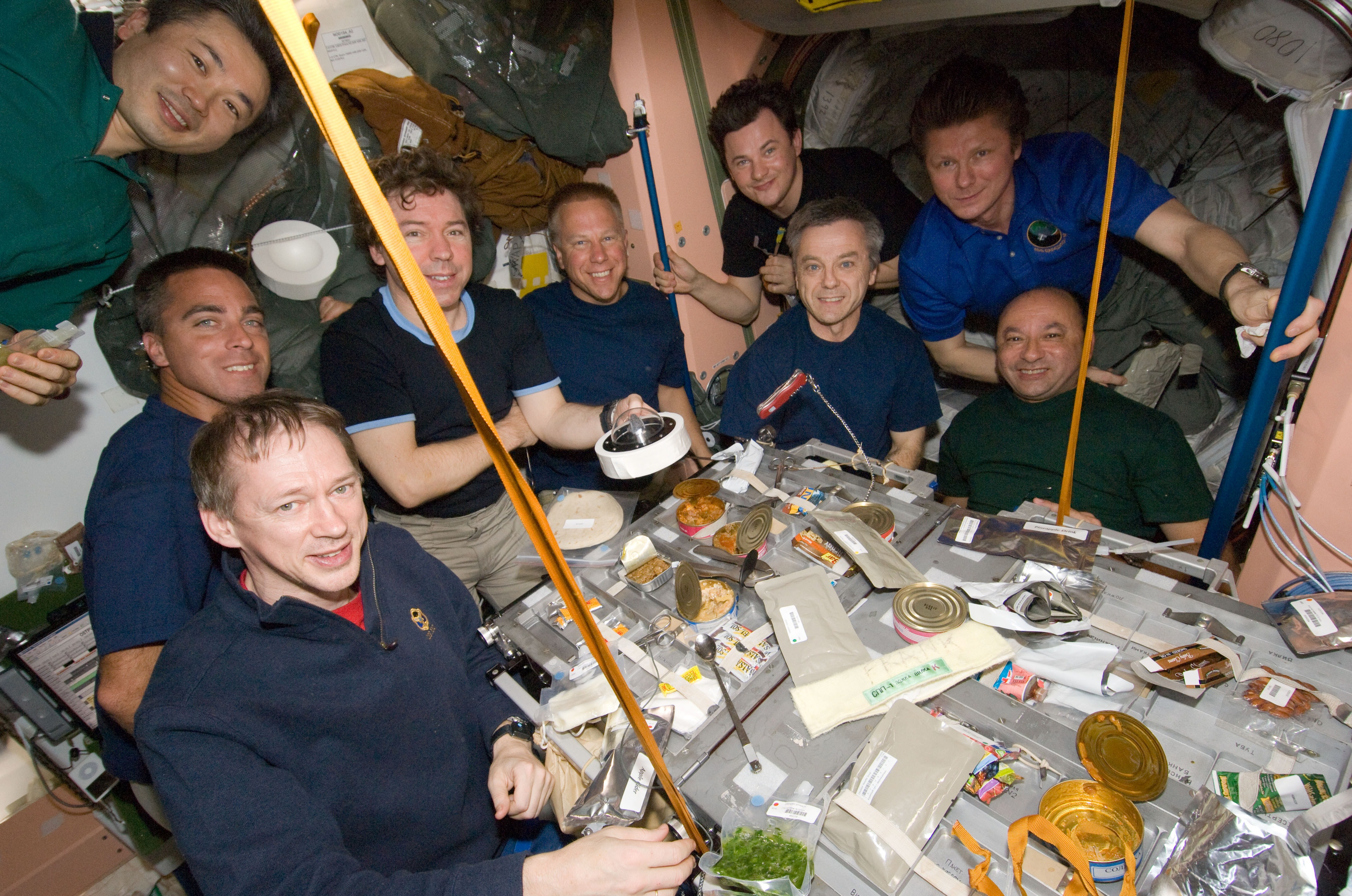
Neuf astronautes et cosmonautes autour de la table pour un repas à bord de la Station spatiale internationale.
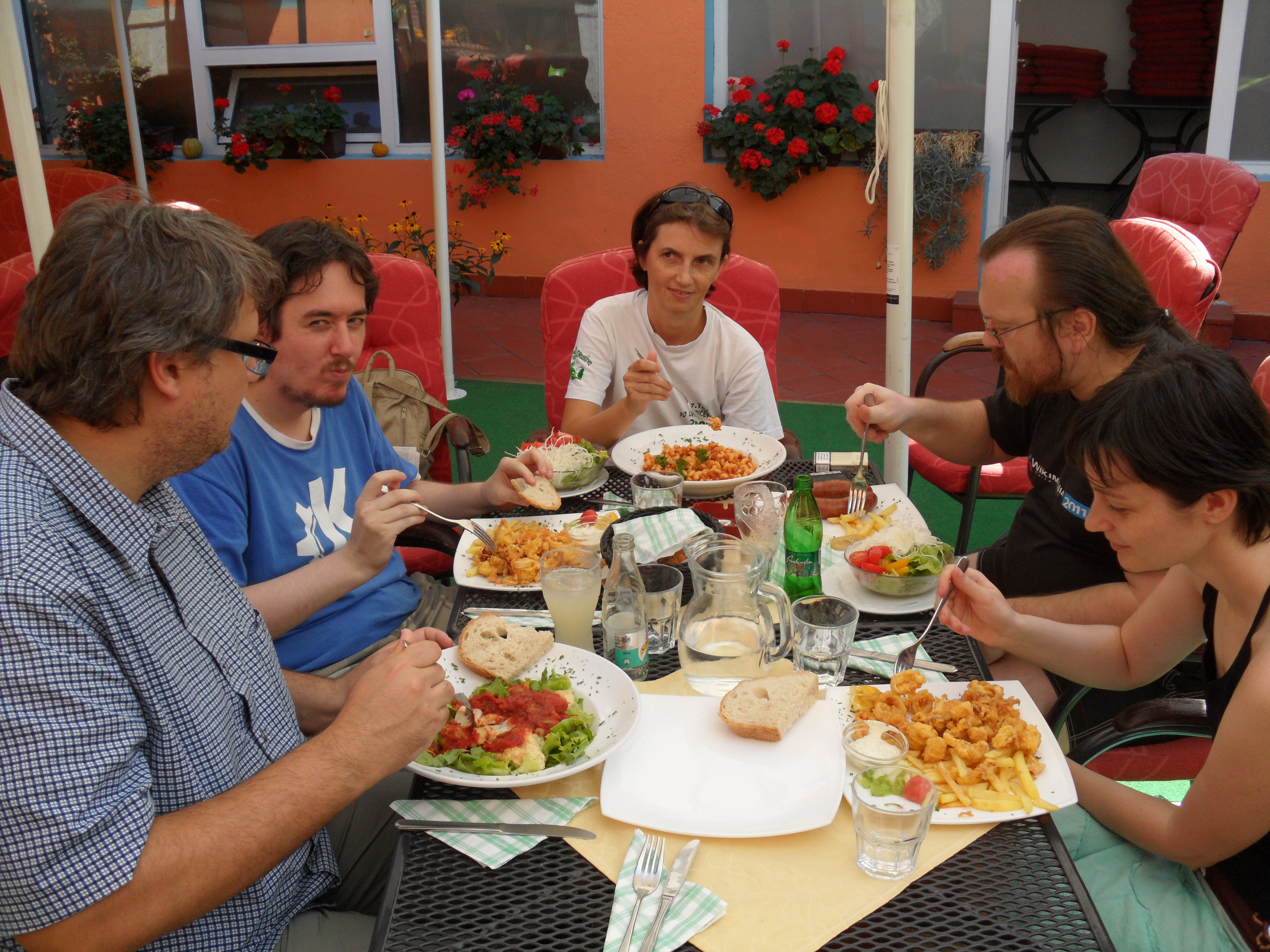
Rencontre de Wikipédiens Slovènes à Kranj (Slovénie).
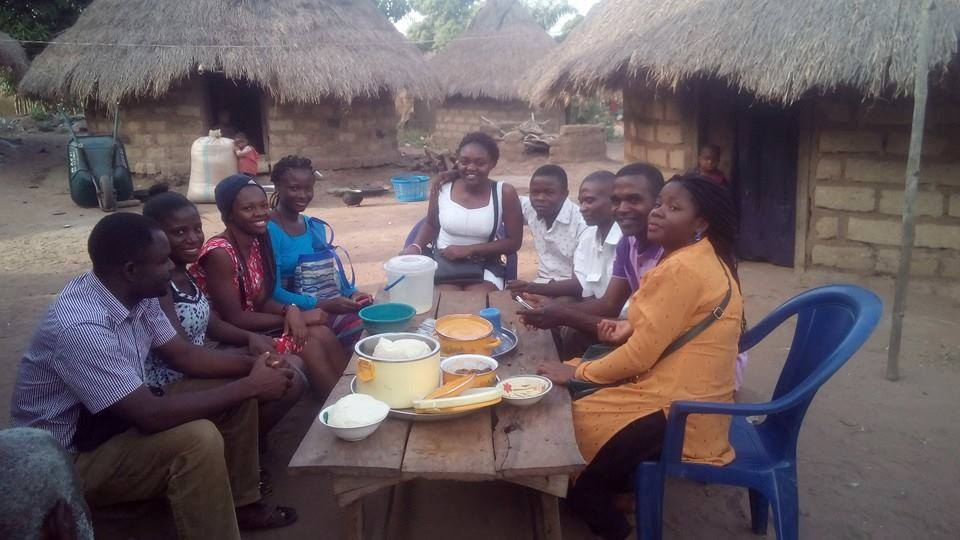
Repas du soir chez Tiv dans l'État de Benue (Nigeria).
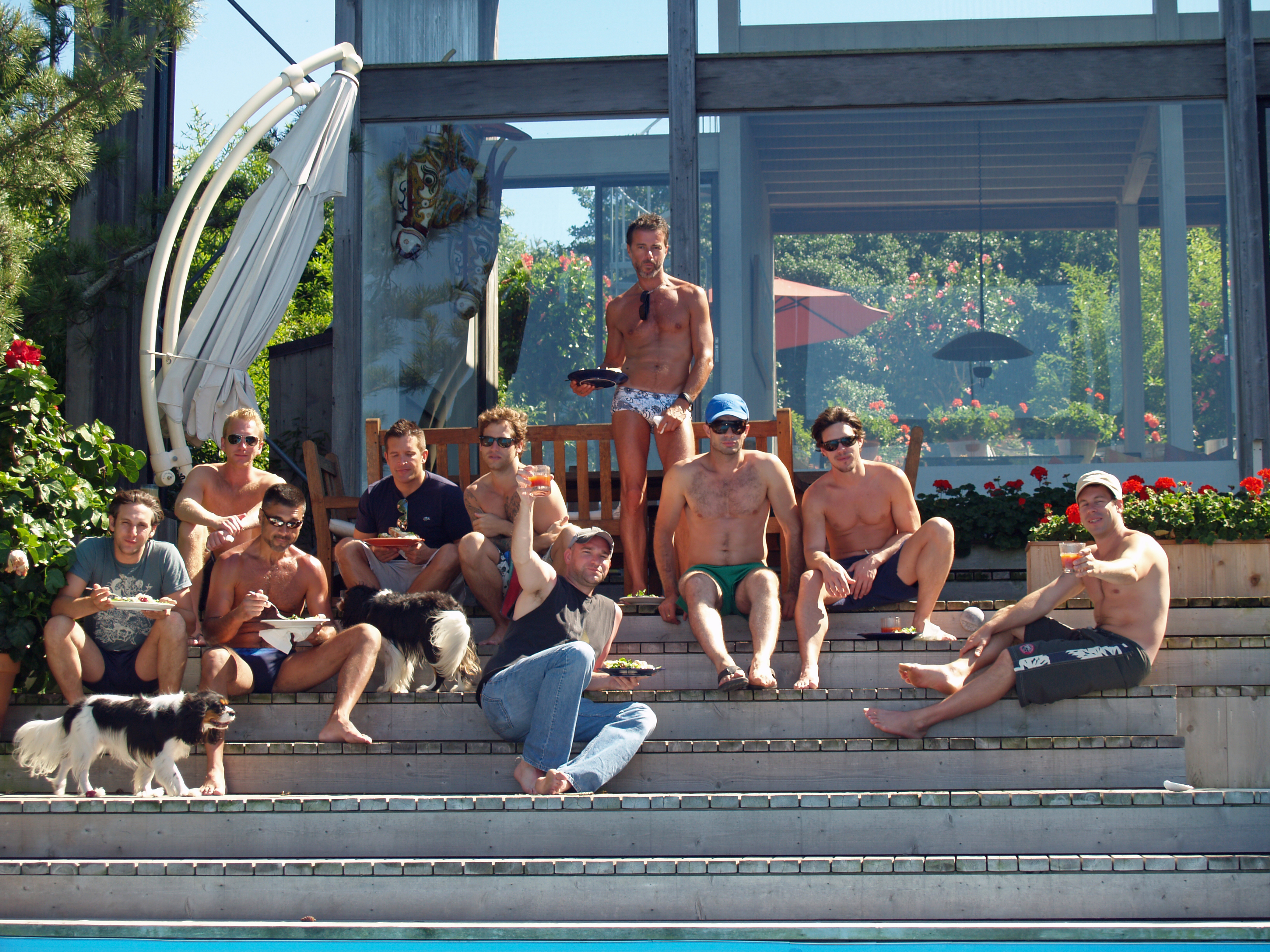
Déjeuner entre amis chez Michael Lucas à Fire Island (États-Unis).

## Source et références
- (en)/(de) Cet article est partiellement ou en totalité issu des articles intitulés en anglais « Social dining » (voir la liste des auteurs) et en allemand « Social Dining » (voir la liste des auteurs).

Références
1. 1 2 3 4 5 6  Marketplaces de la Food Tech qui cartonnent dans le social dining, publié le 29 novembre 2017 par Marine Chatelier, sur le site kreezalid.com (consulté le 28 décembre 2018)
2. ↑  (de) Social Dining, publié le 26 avril 2016 par Alena Kammer, sur le site Essen & Trinken (de) (consulté le 28 décembre 2018)
3. ↑  (en) « Adventures in (Secret) Dining: Ted and Amy’s Underground Supper Club », publié le 14 juin 2009 par Katherine Goldstein, sur le site HuffPost (consulté le 30 décembre 2018)
4. ↑  Manger chez l'habitant grâce au social dining, publié en mai 2018 sur le site fr.april-international.com (consulté le 5 janvier 2019)
5. ↑  « Qui sommes-nous », publié sur le site reseau-chretien-immigres.fr (consulté le 6 janvier 2019)
6. ↑  Dîner partagé Le goût de l’autre, publié sur le site paris.catholique.fr (consulté le 6 janvier 2019)
7. ↑  (en) The Story of Comodo. NYC., publié le 14 octobre 2012 sur le site daniellelevynutrition.com (consulté le 30 décembre 2018)
8. ↑  (de) « Networking zu Tisch: Social Dining », publié par Franziska Tietjen, sur le site worldsoffood.de (consulté le 28 décembre 2018)
9. ↑  (de) « Social Dining in Hamburg », publié le 29 février 2016 par Eddi Alim, sur le site chef.one (consulté le 28 décembre 2018)
10. ↑  Le social dining débarque en France, publié le 18 septembre 2015 sur le site traiteurs.fr (consulté le 6 janvier 2019)
11. 1 2 3  (en) A New Light On Dining In Hong Kong (traduit par : Un nouvel éclairage sur les repas à Hong Kong), publié le 17 septembre 2017 sur le site du Guide Michelin (consulté le 7 janvier 2019)
12. ↑  (de) « Social Dining : Kochen und Massenpicknick », publié le 9 juillet 2016 par Stephanie Gebert, sur le site Deutschlandfunk (consulté le 28 décembre 2018)
13. ↑  (en) Gastronaut a peer to peer food sharing platform. (consulté le 30 décembre 2018)
14. ↑  (en) Apps for traveling like a local, publié le 17 juin 2015 par Joshua Rotter, sur le site CNET (consulté le 30 décembre 2018)
15. ↑  (en) « Dinner Clubs: Eat, Drink, Network » (version du 29 février 2016 sur Internet Archive), mise à jour le 5 février 2014 sur le site Time Out Group (consulté le 30 décembre 2018)
16. ↑  « Comment ça marche », publié sur le site fr.eatwith.com (consulté le 5 janvier 2019)
17. ↑  Bilan des projets 2013 du carrefour des possibles, page 10/41, publié le 5 mai 2014 sur le site fr.slideshare.net (consulté le 6 janvier 2019)
18. ↑  [PDF] « Un habitant de Montret lance un site internet pour renouer des liens de convivialité », page 17/27, publié le 28 novembre 2010 par Rébecca Pinos pour Le Journal de Saône-et-Loire, édition Chalon-Bresse, sur le site classephoto.jlurcat.online.fr (consulté le 6 janvier 2019)
19. ↑  Groupe ACRA, publié sur le site societe.com (consulté le 5 janvier 2019)
20. 1 2 3 4  (en) « Eating with Locals: The Ultimate Guide to Social Dining » (traduit par : « Manger chez l'habitant: le guide ultime des dîners sociaux »), publié sur le site Women on the Road (consulté le 7 janvier 2019)
21. ↑  (en) Audra Pakalnyte & Reda Stare, Founders of PlateCulture, publié le 26 décembre 2013 sur le site asianentrepreneur.org (consulté le 7 janvier 2019)
22. ↑  (en) World’s Biggest Restaurant (traduit par : Le plus grand restaurant du monde), publié le 29 septembre 2016 sur le site lightfoottravel.com (consulté le 7 janvier 2019)
23. 1 2  « La mode du social dining, le Airbnb de la restauration, énerve », publié le 9 mai 2017 sur le site Ouest-France (consulté le 8 janvier 2019)
24. ↑  « Les restaurateurs attaquent les AirBnB de la fourchette », publié le 6 mai 2017 par Isabelle de Foucaud, sur le site Le Figaro (consulté le 8 janvier 2019)
25. 1 2  « Restauration entre particuliers : quelles sont les règles à connaître ? », publié le 22 décembre 2017 sur le site Service-public.fr (consulté le 8 janvier 2019)
26. ↑  [PDF] Fiche pratique : Économie collaborative, 3 pages, publié le 17 octobre 2018 sur le service DGCCRF du site economie.gouv.fr (consulté le 8 janvier 2019)
27. ↑  [PDF] Fiche pratique : Manger chez l’habitant, 2 pages, publié le 24 mai 2017 sur le service DGCCRF du site economie.gouv.fr (consulté le 8 janvier 2019)
28. ↑  Restauration commerciale entre particuliers, publié le 23 novembre 2017 sur le site senat.fr (consulté le 8 janvier 2019)
29. ↑  IR - Base d'imposition - Revenu global, publié le 28 novembre 2016 sur le site du Bulletin Officiel des Finances Publiques-Impôts (BOFiP-Impôts) (consulté le 8 janvier 2019)